# 휘파람솔개
휘파람솔개(학명: Haliastur sphenurus)는 수리목 수리과 휘파람솔개속에 속하는 소형 맹금의 일종으로, 흰머리솔개와 같은 속에 속해 있다. 호주·뉴칼레도니아·파푸아뉴기니에서 발견되며, 비행할 때 우짖는 특유의 휘파람 소리 때문에 휘파람솔개라는 이름이 붙었다.